# سعید معروف
میر سعید معروف لَکرانی (زادهٔ ۲۸ مهر ۱۳۶۴ در ارومیه) بازیکن والیبال اهل ایران است. او کاپیتان و بازیکن سابق تیم ملی والیبال ایران است. وی به‌عنوان یکی از بهترین بازیکنان تاریخ تیم ملی والیبال ایران و یکی از بهترین پاسورهای جهان در نسل خود به‌شمار می‌رود.
سعید معروف در ارومیه به دنیا آمد. معروف توسط کمیته ویس مسابقات انتخابی المپیک ۲۰۰۸ در قاره آسیا و در سال‌های ۲۰۱۲ و ۲۰۱۶ در سطح جهانی در پایان رقابت‌ها به عنوان بهترین پاسور انتخاب شد و در قهرمانی آسیا ۲۰۱۳ نیز به عنوان بهترین پاسور و با ارزش‌ترین بازیکن انتخاب شد. او همچنین به عنوان یکی از سه پاسور برتر جهان والیبال شناخته می‌شود. سعید معروف با عملکرد درخشان خود در لیگ جهانی ۲۰۱۴ نخستین جایزه معتبر فرا آسیایی خود را به عنوان بهترین پاسور مسابقات دریافت کرد. سعید معروف در قهرمانی جهان ۲۰۱۴ نیز عملکرد بسیار خوبی را از خود به نمایش گذاشت و به همراه ایران برای نخستین بار جزو شش تیم برتر قهرمانی جهان قرار گرفت. سعید معروف از جمله ورزشکاران ایرانی، یاور سازمان ملل متحد می‌باشد. وی در سال ۱۳۹۴ به عنوان اولین سفیر آب ایران انتخاب شد. به او لقب بهترین پاسور آسیا را داده‌اند.
معروف در مسابقات گزینشی المپیک ریو با عملکرد خوب خود که منجر به صعود ایران پس از ۵۲ سال به المپیک گردید، به عنوان برترین پاسور مسابقات نیز انتخاب شد.

## تیم ملی
معروف در سالِ ۱۳۸۰ واردِ تیمِ ملّیِ نوجوانان و از سالِ ۱۳۸۴ هم عضوِ تیمِ ملّیِ بزرگسالان شد. او که از سال ۲۰۰۷ عضو تیم ملی بود، در سال ۲۰۱۱ با توجه به حضور امیر حسینی به عنوان پاسور اول، ترجیح داد از تیم ملی کناره‌گیری کند، اما سرانجام در سال ۲۰۱۲ به تیم ملی والیبال بازگشت. معروف پس از عدم دعوت علیرضا نادی توسط خولیو ولاسکو، از سوی کادر فنی و بازیکنان، به عنوان کاپیتان تیم ملی والیبال مردان ایران انتخاب شد.

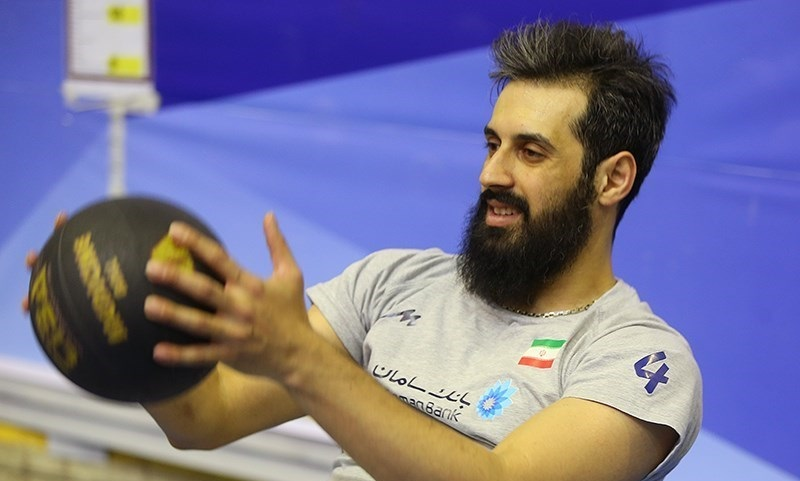
معروف در تمرینات تیم ملی با توپ مدیسن بال

## باشگاهی

### ایران
او والیبال باشگاهی را از تیم مقاومت ارومیه شروع کرد و سابقه بازی در تیم‌های پگاه، صنام، استقلال گنبد، سایپا، داماش، کاله و شهرداری ارومیه و متین ورامین را دارد. معروف در سال ۱۳۸۳ اولین قهرمانی لیگ خود را با صنام تجربه کرد و در فصل ۱۳۹۰ با کاله برای دومین بار به قهرمانی لیگ دست یافت و این امر برای سومین بار در سال ۱۳۹۲ با متین به تحقق پیوست.
او در جام باشگاه‌های آسیا در سال ۲۰۱۳ مانیل با متین ورامین به قهرمانی رسید و در سال ۱۳۹۳ با قراردادی دو ساله دوباره به شهرداری ارومیه بازگشت و در نیم فصل قرارداد خود را فسخ کرد و به زنیت کازان پیوست. معروف در لیگ ۱۳۹۴ برای شهرداری ارومیه و در سال ۱۳۹۵ با پیکان تهران برای عقد قرارداد به توافق رسید و برای فصل متوالی برای پیکان به میدان رفت.
معروف در سال ۲۰۲۲ برای مسابقات قهرمانی جام باشگاه‌های آسیا مجدداً با تیم پیکان تهران به توافق رسید و با بازیکنان بزرگی مثل اروین انگاپت فرانسوی و نیمیر عبدالعزیز هلندی هم تیمی شد. در پایان این رقابت‌ها که با قهرمانی تیم پیکان همراه بود معروف به عنوان بهترین پاسور و ارزشمندترین بازیکن مسابقات انتخاب شد.

### زنیت کازان
سعید معروف در اواخر سال ۲۰۱۴ با پیشنهاد یک میلیون یورویی زنیت کازان مواجه شد. معروف که به همراه شهرداری ارومیه نیم فصل اول رقابت‌های لیگ برتر را بدون شکست پشت‌سر گذاشته بود خواهان فسخ قرارداد خود شد ولی درخواست او با مخالفت باشگاه شهرداری ارومیه روبرو شد، اما پس از چند روز رضایت‌نامه‌اش صادر و قرارداد زنیت کازان برای او فرستاده شد. قرارداد معروف با اعلام مسئولان باشگاه زنیت کازان در ۲۸ دسامبر ۲۰۱۴ نهایی شد و معروف رسماً به زنیت کازان روسیه پیوست. پس از انعقاد این قرارداد، سعید معروف به عنوان هفتمین بازیکن پردرآمد والیبال جهان در سال ۱۵–۲۰۱۴ تبدیل شد و با رقم قراردادی بالا به عنوان یکی از لژیونرهای ورزش و والیبال ایران شناخته شد. معروف در اولین سال حضور خود در کازان عملکرد بسیار خوبی داشت و با زنیت به قهرمانی لیگ قهرمانان والیبال اروپا ۱۵-۲۰۱۴ دست یافت.

### سری آ
لاگاتزتا دلو اسپورت در حاشیه لیگ ملت‌های ۲۰۱۸ خبر انعقاد قرارداد سعید معروف با تیم تازه صعود کرده به سری آ ایتالیا را درج کرد. معروف با قراردادی دو ساله به اما ویلاس سیه‌نا پیوست. سیه‌نا در انتهای فصل به همراه تیم کاستلانا به سری آ۲ سقوط کرد.

### بایک موتور
معروف پس از لیگ ملت‌های ۲۰۱۹ به تیم بایک موتور پکن پیوست. در ادامه مسابقات سوپرلیگ چین به علت دنیاگیری کووید-۱۹ در سرزمین اصلی یعنی چین به تعویق افتاد و سعید معروف بعد از دوری ۱۴ ماهه از میدان‌ها، یکی از بازیکن‌های مؤثر بایک موتور در راه قهرمانی این تیم در لیگ چین بود. بایک موتور پکن در دومین بازی خود در مرحله فینال سوپرلیگ چین به مصاف شانگهای رفت و موفق شد در سه ست متوالی حریف خود را شکست دهد تا مقتدرانه و بدون شکست، فاتح جام قهرمانی این فصل سی وی‌ال شود. معروف در انتهای مسابقات به عنوان بهترین بازیکن خارجی لیگ معرفی شد.

### فنرباغچه ترکیه
سعید معرووف برای نیم فصل دوم لیگ ترکیه در سال ۲۰۲۲ به باشگاه فنرباغچه پیوست و موفق شد عملکرد درخشانی از خود نشان دهد. در انتهای فصل معروف به عنوان بهترین پاسور لیگ ترکیه در سال ۲۰۲۱–۲۰۲۲ انتخاب شد.

## خداحافظی از بازی‌های ملی
پس از ناکام ماندن تیم ملی والیبال ایران در رقابت‌های المپیک توکیو سعید معروف در تاریخ ۱۲ مرداد ۱۴۰۰ از بازی‌های ملی خداحافظی کرد.
پس از پایان رقابت‌های جام باشگاه‌های آسیا در تهران و قهرمانی در مسابقات، کاپیتان تیم ملی خداحافظی خود را در سالن ۱۲۰۰۰نفری آزادی با زدن دور افتخار در میان تشویق انبوه هواداران رسمی کرد و میدان‌ها ملی را وداع گفت.

## افتخارات

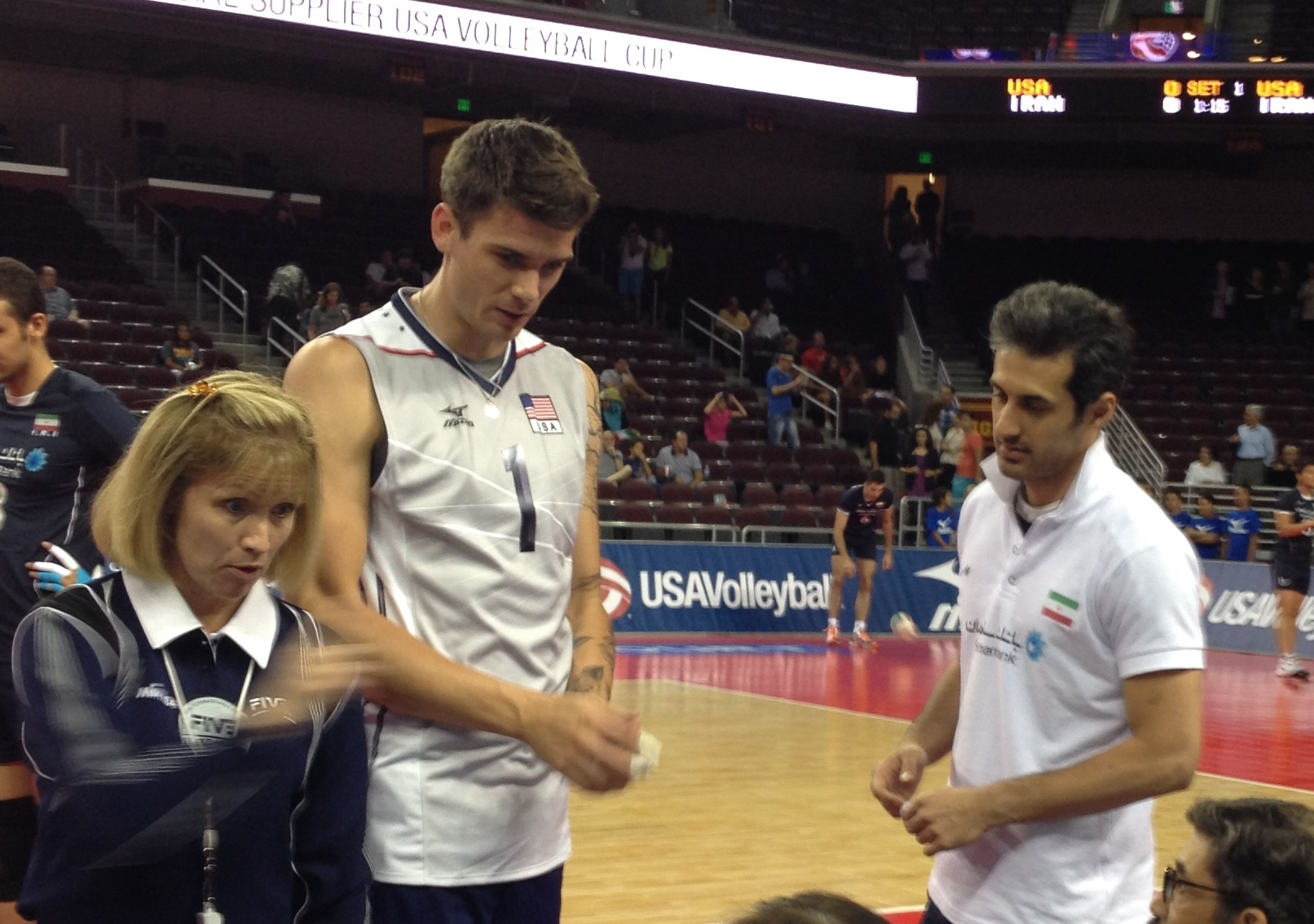
معروف (سمت راست) و مت اندرسون (سمت چپ) در آغاز بازی ایران و آمریکا در لیگ جهانی ۲۰۱۴

### ملی
- مدال برنز جام قهرمانان بزرگ جهان ۲۰۱۷
- مدال طلا بازی‌های آسیایی ۲۰۱۸
- مدال طلا بازی‌های آسیایی ۲۰۱۴
- مدال طلا قهرمانی آسیا ۲۰۱۹
- مدال طلا قهرمانی آسیا ۲۰۱۳
- مدال نقره قهرمانی آسیا ۲۰۰۹
- مدال نقره بازی‌های آسیایی ۲۰۱۰
- مدال طلا جام ای‌وی‌سی کاپ آسیا ۲۰۱۰
- مدال طلا جام ای‌وی‌سی کاپ آسیا ۲۰۰۸
- مدال نقره قهرمانی زیر ۲۰ سال آسیا ۲۰۰۴
- مدال نقره قهرمانی نوجوانان آسیا ۲۰۰۳
- مدال برنز قهرمانی زیر ۱۹ سال پسران جهان ۲۰۰۳

### باشگاهی
- قهرمانی قهرمانی باشگاه‌های آسیا ۲۰۲۲ با پیکان
- قهرمانی سوپر لیگ والیبال چین ۲۰۲۱ با بایک موتور پکن
- قهرمانی لیگ قهرمانان والیبال اروپا ۲۰۱۵ با زنیت کازان
- قهرمانی سوپر لیگ والیبال روسیه ۲۰۱۵ با زنیت کازان
- قهرمانی قهرمانی باشگاه‌های آسیا ۲۰۱۴ با متین
- قهرمانی قهرمانی باشگاه‌های آسیا ۲۰۰۸ با پیکان
- قهرمانی لیگ برتر والیبال ایران ۱۳۹۲ با متین
- قهرمانی لیگ برتر والیبال ایران ۱۳۹۰ با کاله
- قهرمانی لیگ برتر والیبال ایران۱۳۸۳با صنام

### فردی
- بهترین پاسور لیگ ترکیه در فصل ۲۰۲۱–۲۰۲۲
- با ارزشمندترین بازیکن قهرمانی باشگاه‌های آسیا ۲۰۲۲
- بهترین پاسور قهرمانی باشگاه‌های آسیا ۲۰۲۲
- بهترین بازیکن خارجی سوپر لیگ چین ۲۱–۲۰۲۰
- مرد سال والیبال ایران ۱۳۹۵ - پرتال والیبال ایران[۱۴]
- جزو تیم ۲۰ ورزشکار برتر آسیا ۲۰۱۶ - لوموند
- بهترین پاسور انتخابی المپیک ۲۰۱۶ - سطح جهانی
- ورزشکار سال ایران ۱۳۹۴ - صدا و سیما[۱۵]
- مرد سال والیبال ایران ۱۳۹۴ - پرتال والیبال ایران[۱۶]
- بهترین پاسور لیگ برتر والیبال ایران ۱۳۹۴ - پرتال والیبال ایران[۱۷]
- ورزشکار سال ایران ۱۳۹۳ - ایسنا[۱۸]
- بهترین پاسور لیگ جهانی ۲۰۱۴
- باارزش‌ترین بازیکن قهرمانی آسیا ۲۰۱۳
- بهترین پاسور قهرمانی آسیا ۲۰۱۳
- بهترین پاسور قهرمانی آسیا ۲۰۱۹
- بهترین پاسور انتخابی المپیک ۲۰۱۲ - سطح جهانی
- بهترین پاسور جام کنفدراسیون والیبال آسیا ۲۰۱۰
- محبوب‌ترین بازیکن قهرمانی آسیا ۲۰۰۹
- بهترین پاسور انتخابی المپیک ۲۰۰۸ - سطح آسیا[۱۹]
- دومین ورزشکار سال ایران ۱۳۹۱[۲۰]

## فعالیت در رشته‌های دیگر
وی در رشته‌های ورزشی دیگری نیز فعالیت داشته و در برخی از آن‌ها مقام هم آورده‌است. نفر سوم دوی صحرانوردی آذربایجان، قهرمانی بسکتبال و سومی در هندبال مدارس حاصل فعالیت وی در سایر رشته‌ها است.